# Le Balai citoyen
Le Balai citoyen est un mouvement issu de la société civile du Burkina Faso, fondé en 2013, qui a notamment pris part à l'opposition au président Blaise Compaoré en 2014. Le mouvement est encore actif après le renversement du régime de Compaoré, dans lequel il joue un rôle décisif. Il entreprend ensuite des actions politiques et sociales, mais exclut de devenir un parti politique.  

## Contexte et création
Le mouvement s'inscrit dans la mouvance sankariste, et se réclame de l'héritage et des idéaux du capitaine Thomas Sankara, révolutionnaire marxiste-léniniste, anti-colonialiste et figure du Mouvement des non-alignés, qui a dirigé le pays entre 1983 et son assassinat, le 15 octobre 1987, à la suite d'un putsch orchestré par son successeur et ancien frère d'arme Blaise Compaoré. Sams’K Le Jah, cofondateur du Balai citoyen, a été membre des Pionniers de la Révolution, le mouvement de jeunesse de la « Révolution démocratique et populaire » de Sankara.
Le mouvement a été nommé Balai citoyen pour faire écho à la volonté de nettoyer le pays de la corruption politique, et en mémoire des activités collectives régulières de balayage des rues — initiées par Thomas Sankara — durant lesquelles les citoyen(ne)s étaient appelé(e)s à se munir de leurs balais et à nettoyer leur voisinage, dans un acte ayant une dimension civique, mais également symbolique, comme métaphore de la prise en main par la population de son propre destin. Les militants du mouvement brandissent des balais durant leurs actions de protestation en hommage à ces références,,.
Le balai est un regroupement d'association de jeunes engagées dans la lutte contre la mal gouvernance. Parmi ces associations, on peut citer le Réseau Baké, Génération cheikh Anta Diop, le REPERE, le mouvement des sans voix, l'organisation des Journalistes représentés, les journaux le Repère et Mutation, le Cadre de Réflexion et d'Action Démocratique (CADRe) et le Balai citoyen qui étaient initialement l'organisation des artistes engagées. C'est dans le processus de création que la commission de dénomination a fait la concession de prendre le nom Balai citoyen pour ce regroupement d'organisation qui s'était fixé pour objectif principal d'empêcher la modification de l'article 37 de la constitution qui devrait permettre à Blaise Compaoré de se représenter.
Le lancement du mouvement a eu le 23 août 2013 avec pour premier porte-parole Hipolythe Domboué qui était en même le Secrétaire Exécutif National du CADRe et le musicien Smokey le deuxième porte-parole. Le logo du Balai citoyen a été proposé par Serges Dao, un des leaders des mouvements de jeunesse de la ville de Bobo-Dioulasso.

## Historique
En octobre 2014, lors de la deuxième révolution burkinabé, le Balai citoyen est en première ligne des mouvements de protestation et se fait remarquer par la présence de ses militants dans les rues. Le président Compaoré est contraint par la pression populaire d'abandonner le pouvoir et fuit le pays le 31 octobre, après 27 ans de règne. La présidence est alors occupée par les militaires, qui nomment l'officier pro-opposition Yacouba Isaac Zida chef de l'État par transition du pays. Le Balai citoyen lance une opération symbolique de balayage des rues de Ouagadougou après le départ de Compaoré et accorde son soutien à la transition menée par Zida. Cependant, ses leaders appellent à rester « vigilant et en alerte maximale, pour ne laisser personne voler la victoire du peuple souverain ».
Le Balai citoyen a organisé différentes actions de protestation durant l'année 2014, dont la tenue d'un meeting conjoint avec une trentaine de partis d'opposition, qui rassemble le 31 mai 2014 plus de 35 000 personnes au stade du 4-Août de Ouagadougou,.
Les locaux d’enregistrement de Serge Bambara « Smockey » ont été détruits une première fois en septembre 2015, par des partisans de l’ex-président. Puis, ils brûlent à nouveau en 2016. Répondant aux questions d’un journaliste en été 2016, Serge Bambara affirme que le mouvement est actif dans les quartiers (« Club Cibal »), mène des actions de nettoyage ou de reboisement, et a même organisé une action de don de sang au niveau national. Il affirme que le mouvement ne peut pas devenir un parti politique, mais qu’il contribue à la formation de la jeunesse.
En mars 2025, le secrétaire exécutif du Balai citoyen, Miphal Ousmane Lankoandé est arrêté. Le même mois, Amadou Sawadogo, un responsable du Balai citoyen dans la région Centre est convoqué par la sûreté de l'État et arrêté.

## Récompense
Le mouvement burkinabé a reçu, le 4 mai 2016, le prix Ambassadeur de la conscience, décerné par Amnesty International à des personnalités (civile ou morale) ayant défendu et amélioré la cause des droits humains et fondamentaux — la récompense est partagée avec les Sénégalais d’Y'en a marre, le mouvement congolais Lutte pour le changement (Lucha) et la chanteuse béninoise Angélique Kidjo.